# Bangavadi, Srinivaspur
Bangavadi là một làng thuộc tehsil Srinivaspur, huyện Kolar, bang Karnataka, Ấn Độ.